# Antennarius
Antennarius es un género de 11 especies clasificadas en cuatro grupos de especies. Al igual que la mayoría de los otros miembros de la familia Antennariidae, los peces del género Antennarius pasan la mayor parte de sus vidas posados en el fondo de aguas poco profundas. Estos peces se encuentran en aguas tropicales y subtropicales de todo el mundo. A pesar de su carácter sedentario, casi todos son voraces carnívoros que se sientan en silencio a la espera de que los peces más pequeños se aproximen, momento en el que agitan su cebo imitando a otros animales del lecho marino para atraer a la potencial presa de sus bocas cavernosas. Sus ovarios están estrechamente enrollados como un doble desplazamiento y los óvulos son liberados incrustados en una masa única, grande y pujante gelatinosa. Además de su valor en el comercio de acuarios, no tienen ningún interés económico significativo.
Pietsch y Grobecker (1987) fueron incapaces de encontrar cualquier característica sinapomórfica convincente para establecer monofilia del género en los 6 grupos de especies catalogados anteriormente, por lo tanto, Antennarius se definía por una combinación de lo que parecen ser los estados de caracteres primitivos. Sin embargo, en una nueva revisión realizada por Arnold, Rachel J. and Theodore W. Pietsch (2012) determinaron que varias de las 24 especies asignadas a esta subfamilia pertenecían a otras subfamilias de la familia Antennariidae, quedando así 11 especies repartidas en 4 grupos de especies. 

## Características
los miembros de la subfamilia Antennarius son únicos entre la familia antennariinae debido a la combinación de  las siguientes características: está cubierto con espínulas dérmicas bifurcadas en la piel, la longitud de las espinas de cada espínula no mide más de dos veces la distancia entre las puntas de las espinas; el ilicio está desnudo, sin espínulas dérmicas (excepto en el extremo de la base));  lóbulo pectoral ampliamente acoplado al lado del cuerpo; pedúnculo caudal presente o ausente; todos los radios bifurcados en la aleta caudal; mesopterygoideo presente; faringobranquial presente; epural presente; pseudobranquias presentes; vejiga natatoria presente; entre 11-14 radios dorsales; entre 6-10 radios anales y entre 8-14 radios pectorales.
La morfología  es muy variable. El ilicio cuando se apoya sobre la cabeza, por lo general se ajusta a una estrecha ranura, desnuda situada en el lado de la izquierda o la derecha de la segunda espina dorsal. la punta de ilicio, , por lo general (salvo en miembros del grupo A. pictus)se encuentra dentro de una depresión poco profunda (a veces carente de espínulas dérmicos) entre la segunda y tercera espinas dorsales, para proteger  con la segunda espina dorsal cuando la columna está tocando el fondo. La longitud illicial es muy variable, que va desde considerablemente menor que la longitud de la segunda espina dorsal a un poco más larga que la sínfisis de la mandíbula superior. El ilicio y la segunda espina dorsal están relativamente poco espaciados. Poseen apéndices cutáneos dispersos en la cabeza, el cuerpo y las aletas, de desarrollo altamente variable; parches verrugosos dérmicos agrupados sin espínulas; el pedúnculo caudal suele estar presente (pero ausente en algunos miembros del grupo A. nummifer); epibranchiales sin dientes (algunos restos diminutos de placas de dientes presentes en algunas muestras); ceratobranquiales sin dientes; vértebras 19 o 20, centros caudales 14 o 15; dorsales 11-14, todos simples a todos bifurcados; 6-10 radios anales todos bifurcados; 8-14 radios pectorales todos simples o todos bifurcados.
Color en la preservación muy variable.

## Filogenia
Antennarius es una subfamilia hermana de las subfamilias Antennatus, Fowlerichthys, Histrio y Nudiantennarius. Antennarius puede a su vez dividirse internamente en cuatro grupos: 
|             | Histrio |
|             | |
| Antennarius | \| \| biocellatus \| \| \| \| \| \| pauciradiatus \| \| \| \| \| \| pictus \| \| \| \| \| \| striatus \| \| \| \| |
|             | \| \| biocellatus \| \| \| \| \| \| pauciradiatus \| \| \| \| \| \| pictus \| \| \| \| \| \| striatus \| \| \| \| |
|             | biocellatus |
|             | |
|             | pauciradiatus |
|             | |
|             | pictus |
|             | |
|             | striatus |
|             | |

|  | biocellatus   |
|  |               |
|  | pauciradiatus |
|  |               |
|  | pictus        |
|  |               |
|  | striatus      |
|  |               |

|             | Histrio |
|             | |
| Antennarius | \| \| biocellatus \| \| \| \| \| \| pauciradiatus \| \| \| \| \| \| pictus \| \| \| \| \| \| striatus \| \| \| \| |
|             | \| \| biocellatus \| \| \| \| \| \| pauciradiatus \| \| \| \| \| \| pictus \| \| \| \| \| \| striatus \| \| \| \| |
|             | biocellatus |
|             | |
|             | pauciradiatus |
|             | |
|             | pictus |
|             | |
|             | striatus |
|             | |

|  | biocellatus   |
|  |               |
|  | pauciradiatus |
|  |               |
|  | pictus        |
|  |               |
|  | striatus      |
|  |               |

|             | Histrio |
|             | |
| Antennarius | \| \| biocellatus \| \| \| \| \| \| pauciradiatus \| \| \| \| \| \| pictus \| \| \| \| \| \| striatus \| \| \| \| |
|             | \| \| biocellatus \| \| \| \| \| \| pauciradiatus \| \| \| \| \| \| pictus \| \| \| \| \| \| striatus \| \| \| \| |
|             | biocellatus |
|             | |
|             | pauciradiatus |
|             | |
|             | pictus |
|             | |
|             | striatus |
|             | |

|  | biocellatus   |
|  |               |
|  | pauciradiatus |
|  |               |
|  | pictus        |
|  |               |
|  | striatus      |
|  |               |

|             | Histrio |
|             | |
| Antennarius | \| \| biocellatus \| \| \| \| \| \| pauciradiatus \| \| \| \| \| \| pictus \| \| \| \| \| \| striatus \| \| \| \| |
|             | \| \| biocellatus \| \| \| \| \| \| pauciradiatus \| \| \| \| \| \| pictus \| \| \| \| \| \| striatus \| \| \| \| |
|             | biocellatus |
|             | |
|             | pauciradiatus |
|             | |
|             | pictus |
|             | |
|             | striatus |
|             | |

|  | biocellatus   |
|  |               |
|  | pauciradiatus |
|  |               |
|  | pictus        |
|  |               |
|  | striatus      |
|  |               |

Falta por precisar la filogenia del género Nudiantennarius.